# Xã Hall, Quận Dubois, Indiana
Xã Hall (tiếng Anh: Hall Township) là một xã thuộc quận Dubois, tiểu bang Indiana, Hoa Kỳ. Năm 2010, dân số của xã này là 1.281 người.